# Đông Dương, Kim Hoa
Đông Dương (chữ Hán phồn thể:東陽市, chữ Hán giản thể: 东阳市, âm Hán Việt: Đông Dương thị) là một thành phố cấp huyện thuộc địa cấp thị Kim Hoa, tỉnh Chiết Giang, Cộng hòa Nhân dân Trung Hoa. Thành phố Đông Dương nằm ở trung bộ của Chiết Giang, có diện tích 1739 km², dân số 790.000 người. Mã số bưu chính của thành phố này là 322100. Thành phố Đông Dương được chia ra các đơn vị hành chính trực thuộc gồm 6 nhai đạo, 11 trấn, 1 hương. Chính quyền nhân dân thành phố Đông Dương đóng tại số 1, phố Đông, nhai đạo Ngô Ninh.

## Địa phận
- Nhai đạo biện sự xứ: Ngô Ninh, Nam Thị, Bạch Vân, Giang Bắc, Thành Đông, Lục Thạch.
- Trấn: Ca Sơn, Nguy Sơn, Hổ Lộc, Tả Thôn, Đông Dương Giang, Hồ Khê, Hoành Điếm, Mã Trạch, Thiên Tường, Nam Mã, Họa Thủy.
- Hương: Tam Đơn.